# 9e régiment de cuirassiers (France)
Pour les articles homonymes, voir 9e régiment.
Le 9e régiment de cuirassiers (ou 9e RC) est un régiment de cavalerie de l'Armée de terre française créé sous la Révolution à partir du régiment d'Artois cavalerie, un régiment de cavalerie français d'Ancien Régime, sous le nom de 9e régiment de cavalerie avant de prendre sous le Premier Empire sa dénomination actuelle.

## Création et différentes dénominations
- 1666 : Choisy.
- 1672 : Courcel.
- 1686 : Anjou.
- 1753 : Aquitaine.
- 1761 : Artois.
- 1791 : 9e régiment de cavalerie.
- 1803 : 9e régiment de cuirassiers.
- 1815 : Dissous.
- 1825 : 9e régiment de cuirassiers.
- 1916 : 9e régiment de cuirassiers à pied.
- 1919 : 9e régiment de cuirassiers.
- 1939 : Dissous pour former des groupes de reconnaissance (20e GRCA, 20e, 22e et 91e GRDI)
- 1944 : 9e régiment de cuirassiers.
- 1946 : Dissous.

## Colonels/chef-de-brigade
- 31 décembre 1806 Pierre Louis François Paultre de Lamotte
- 7 septembre 1811 : Colonel Michel François de Sistrières de Murat (**)
- 3 septembre 1813 : Colonel Jean-Nicolas Habert
- 9 septembre 1814 : Colonel François Bigarne

- 1870 : colonel Waternau.
- 20 août 1870 - 2 septembre 1871 : Colonel de Vouges de Chanteclair.

- 1889 - 1894 colonel de Guizelin puis colonel Delannoy.

- 1932 : Colonel Bertrand du Cor de Duprat de Damrémont.

## Historique des garnisons, combats et batailles du9eCuirassiers

### Campagnes du régiment d'Artois cavalerie et du9erégiment de cavalerie
- Guerre de Dévolution 1667-1668
- Siège de Luxembourg (1684)
- Guerre de la Ligue d'Augsbourg 1688-1697
- Guerre de Succession d'Espagne 1701-1713
- Guerre de Succession d'Autriche 1740-1748
- Guerre de Sept Ans 1756-1763 - Bataille de Corbach
- Campagnes de la Première Coalition (1792-1797)
  - En 1792, Combat de Limbourg (1792)
  - En 1793, combats d'Oberflersheim, de Landau,et de Gambsheim
  - En 1794 : La Rehutte et Schwegenheim
  - En 1796 (Armée de Rhin-et-Moselle) : Neresheim et Bataille de Biberach
- Deuxième Coalition (1798-1800) : en 1800, Bataille d'Höchstädt et Bataille de Hohenlinden

### Révolution et Empire
Le 9e régiment de cuirassiers a fait les campagnes de 1805 (guerre de la troisième coalition) au corps de cavalerie de réserve de la Grande Armée. Lors de la campagne d'Autriche de 1805, pendant la guerre de la troisième coalition, le régiment combat le 2 décembre à la Bataille d'Austerlitz
De 1806 à 1808, le régiment est rattaché au 1er corps de cavalerie de la Grande Armée. Lors de guerre de la quatrième coalition, il combat le 14 octobre 1806 à la bataille d'Iéna, le 8 février 1807 à la Bataille d'Eylau et le 14 juin 1807 à la Bataille de Friedland.
En 1809 et 1810, il participe à la campagne d'Allemagne et d'Autriche. Il combat à la Bataille d'Eckmühl le 22 avril 1809, du 19 au 23 avril à la Bataille de Ratisbonne et les 5 et 6 juillet à la Bataille de Wagram avec le corps de réserve de cavalerie. Le bulletin de la Grande Armée note « Les cuirassiers se sont, comme à l'ordinaire, couverts de gloire. ».
En 1811 et 1812, le régiment est au corps d’observation de l’Elbe. Lors de la Campagne de Russie, il fait partie de la 1re division de cuirassiers du 25 au 27 juillet à la Bataille d'Ostrowno, le 7 septembre à la Bataille de la Moskova/Borodino et 18 octobre à la Bataille de Winkowo.
De 1813 et 1814, le régiment au 1er corps de réserve de cavalerie et à la garnison de Hambourg. Lors de la Campagne d'Allemagne de 1813, il combat le 2 mai à la Bataille de Lützen, le 20-21 mai à la Bataille de Bautzen, le 26-27 à la Bataille de Dresde et du 16 au 19 octobre à la Bataille de Leipzig. Lors de la Campagne de France de 1814, il combat à la Bataille de Saint-Dizier, à la Bataille de Brienne-le-Château, à la Bataille de La Rothière, à la Bataille de Champaubert, le 14 février 1814 à la Bataille de Vauchamps, à la Bataille de Craonne,à la Bataille de Fère-Champenoise et le 28 mars à Bataille de Claye et au combat de Villeparisis.
En 1815, lors de la Campagne de Belgique, il est à la 3e division de réserve de cavalerie. Il combat à la Bataille de Ligny et à la Bataille de Waterloo. Le maréchal Soult écrit « Le 9e cuirassiers a exécuté une charge qui a mis l'ennemi en déroute »[Quand ?].
Le fond du 9e régiment de cuirassiers, licencié, a été versé dans le 6e régiment de cuirassiers, qui a également reçu le fond[Quoi ?] de l’ancien Commissaire général.

### De 1815 à 1848
Le régiment est recréé en 1825 à partir du 9e régiment de dragons de la Saône.
- Campagne des Dix-Jours (1831)

### Second Empire
- Guerre de Crimée 1854-1856

### la guerre franco-prussienne de 1870

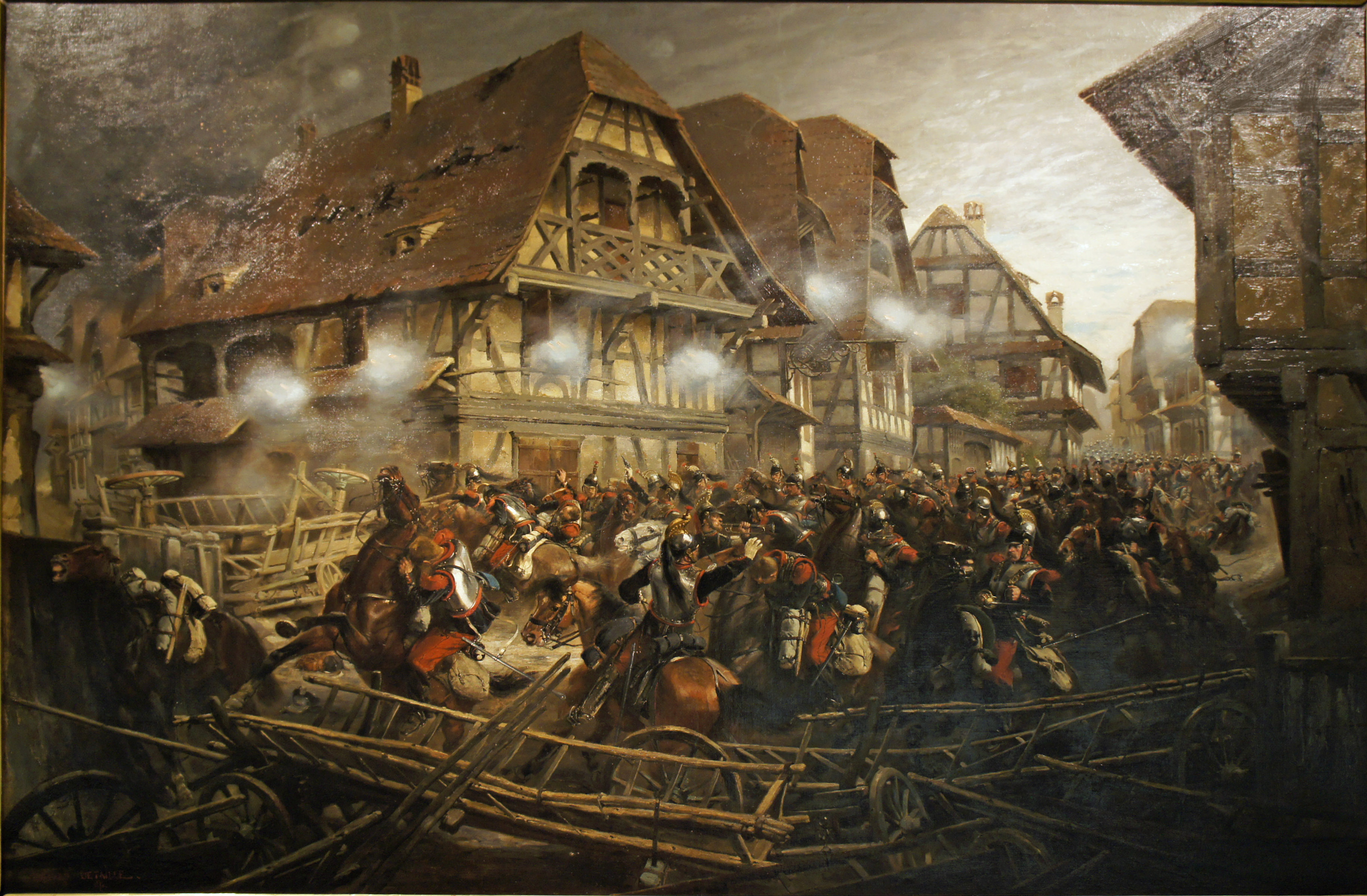
La charge du 9e cuirassiers à la bataille de Frœschwiller.

Le 6 août 1870, lors de la Bataille de Frœschwiller il s'illustre par ses charges désespérées au sein de la 3e brigade du général Michel, division de cavalerie du 1er corps d'armée, sur l'ennemi retranché dans le village de Morsbronn. Par son sacrifice il permet à la 4e division d'infanterie du général Marie Hippolyte de Lartigue de battre en retraite en ordre.

### De 1871 à 1914

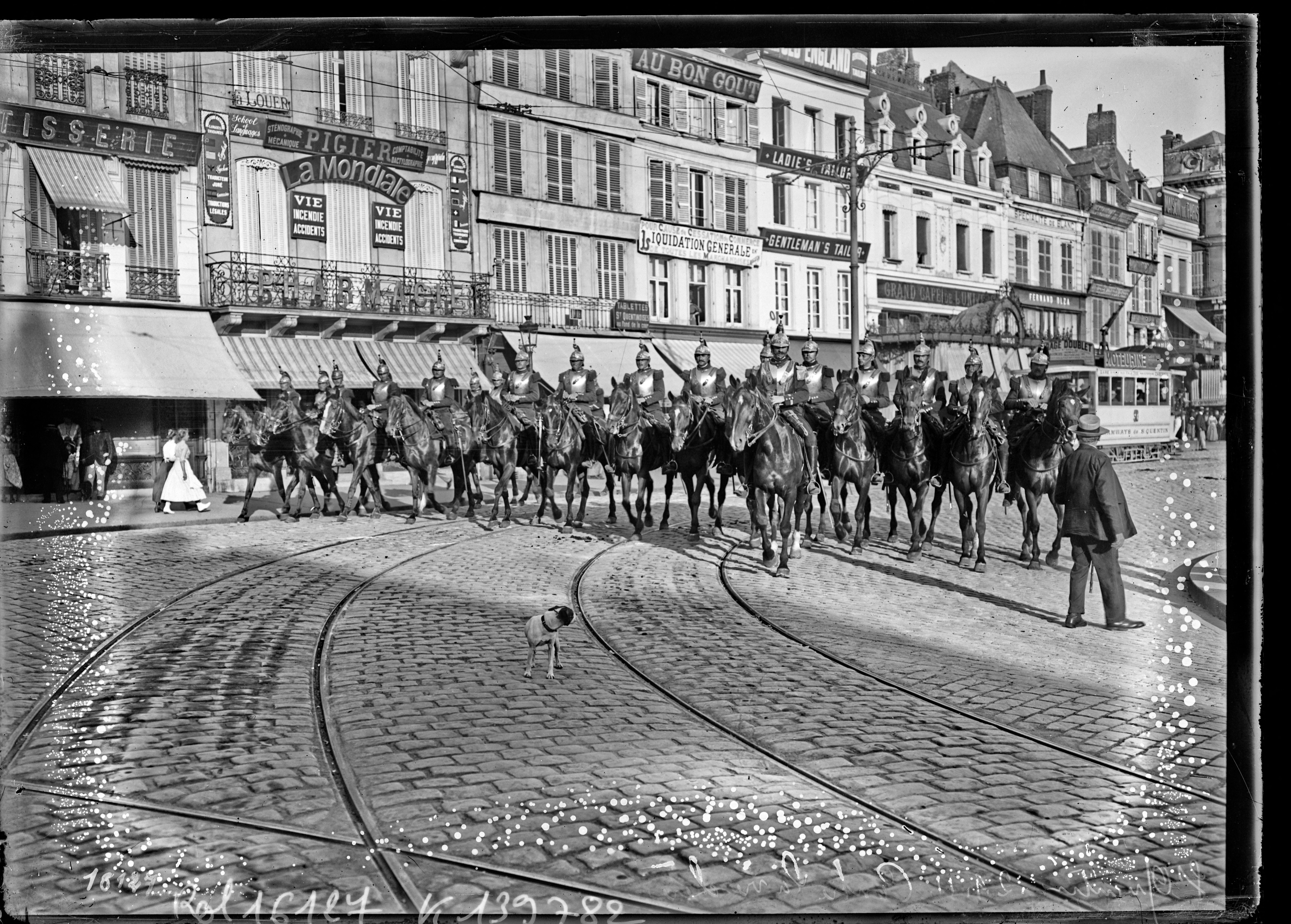
Cuirassiers du régiment, assurant le service d'ordre à Saint-Quentin le 2/9/1911 lors des manifestations contre la vie chère.

De 1880 à 1889, il est en garnison à Lyon. Il rejoint de 1889 à 1894 le Quartier Ordener de Senlis[réf. nécessaire]. Le régiment est en garnison à Noyon (Oise) de 1890 à 1913[réf. nécessaire] puis à Douai.

#### 1914

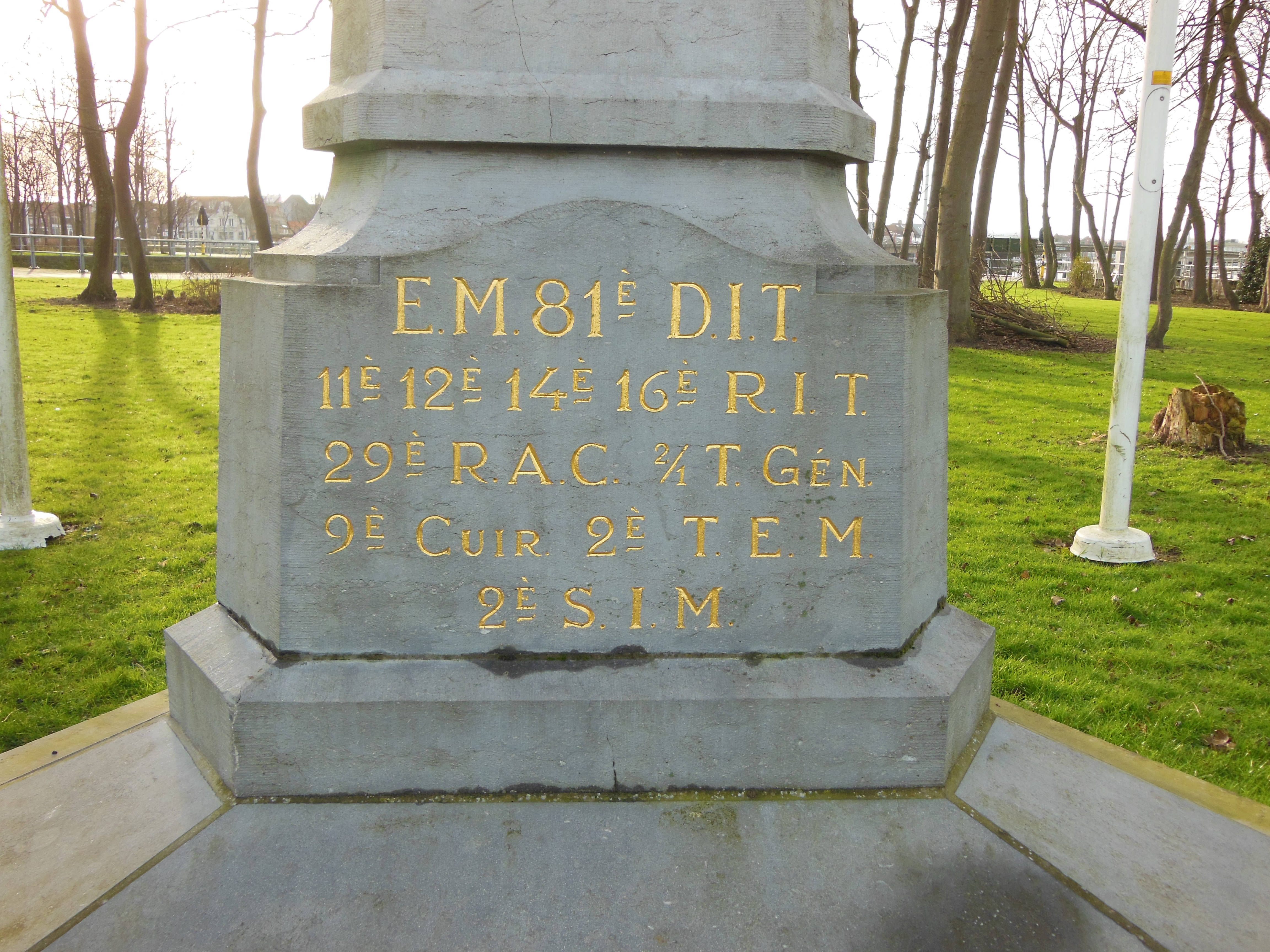
Mention du 9e régiment de cuirassiers sur le monument à la à Nieuport en Belgique, mémorial des combats de la division pendant la bataille de l'Yser.

### Première Guerre mondiale
- Elle ne cite pas suffisamment ses sources. Vous pouvez indiquer les passages à sourcer avec {{référence nécessaire}} ou {{Référence souhaitée}}, et inclure les références utiles en les liant aux notes de bas de page. (Marqué depuis novembre 2020)
- Elle contient une ou plusieurs listes. Le texte gagnerait à être rédigé sous la forme d’un ou plusieurs paragraphes synthétiques, afin d’être plus agréable à lire. (Marqué depuis novembre 2020)

#### 1916
Le 1er août 1916, le 9e régiment de cuirassiers, est démonté, devient « régiment de cuirassiers à pied » et prend le nom de 9e régiment de cuirassiers à pied
- Août 1916, bataille à la Somme

#### 1917

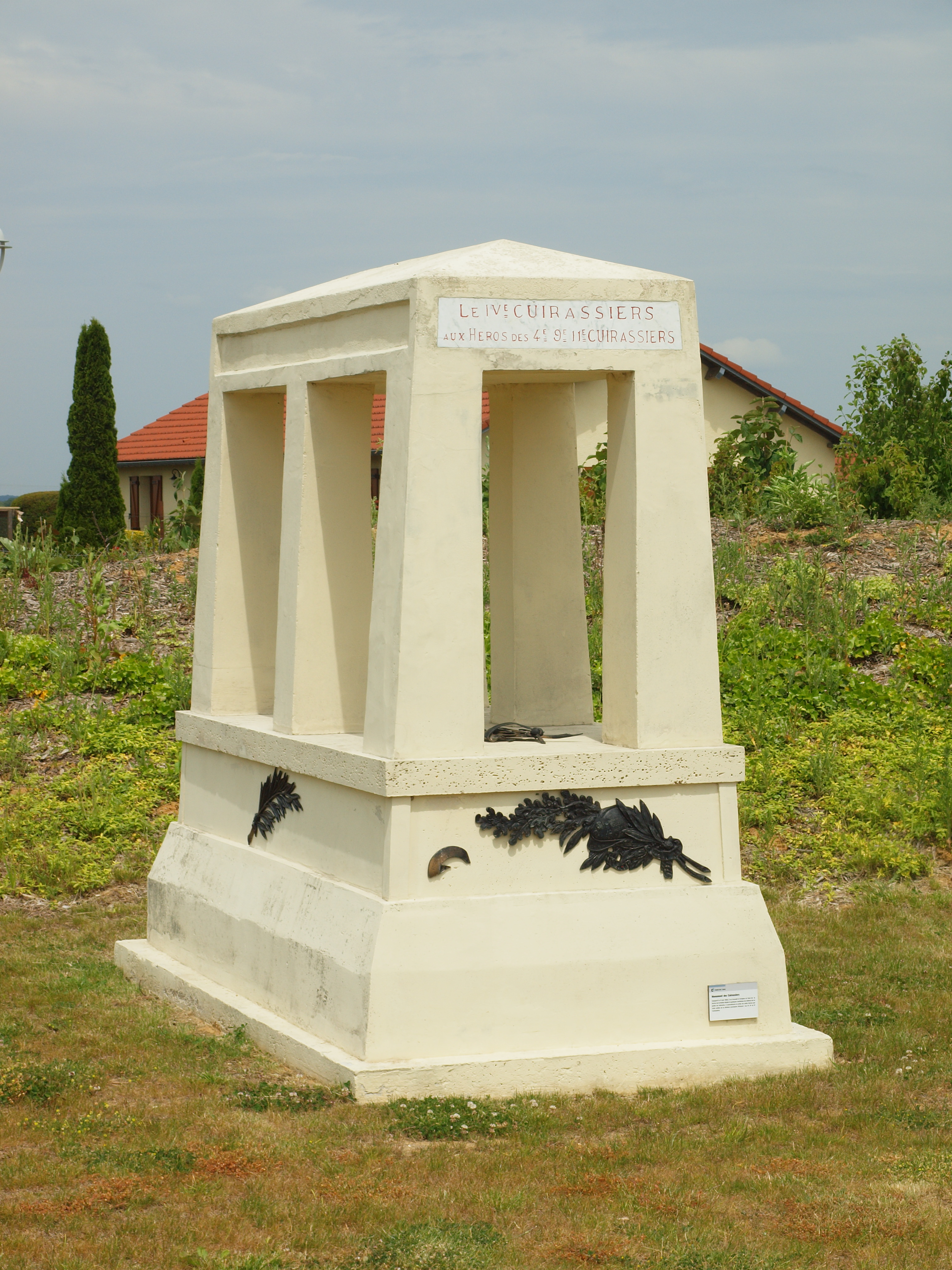
Monument au moulin de Laffaux.

En avril 1917, le 9e régiment de cuirassiers à pied est rattaché, avec les 4e et 11e régiments de cuirassiers à pied, à la 1re division de cavalerie à pied sous les ordres du général Brécart.
- 5 mai 1917, bataille du moulin de Laffaux (Aisne 02, région Picardie, France)[3]
- Bataille du Chemin des Dames

#### 1918
- Bataille du Matz
- Offensive Meuse-Argonne
- « S'est porté à l'assaut avec un magnifique élan, a enlevé toute la première position ennemie, capturé un grand nombre de prisonniers, pris un matériel considérable. » Général Humbert, 1917.
- « Régiment de première valeur, modèle de ténacité et d'énergie. » Général Gouraud, 1918.

### Entre-deux-guerres
En 1929, le régiment rejoint la garnison de Lyon, caserné à la Part-Dieu. En 1939, il est formé d'un escadron mixte motorisé (4 pelotons motocyclistes et un peloton motorisé de mitrailleuses et d'engins), de 4 escadrons à cheval et d'un escadron de mitrailleuses et engins à cheval.

### Seconde Guerre mondiale

#### 1939
Le groupement de Cavalerie est destiné à former à la mobilisation des groupes de reconnaissance. Aussi, dès la déclaration de guerre, le 9e régiment de cuirassiers disparaît-il en tant que tel pour se répartir et donner naissance à quatre groupes de reconnaissance :
- 20e groupe de reconnaissance de corps d'armée (20e GRCA),
- 20e groupe de reconnaissance de division d'infanterie (20e GRDI)
- 22e groupe de reconnaissance de division d'infanterie (22e GRDI)
- 91e groupe de reconnaissance de division d'infanterie (91e GRDI)

#### 1944-1946
Il est recréé en décembre 1944 à Lyon à partir de contingents FFI. Sans équipement, il est surtout employé dans des corvées de garnison jusqu'au printemps 1945. Il est dissout en 1946.

## Étendard
Règlement de 1804

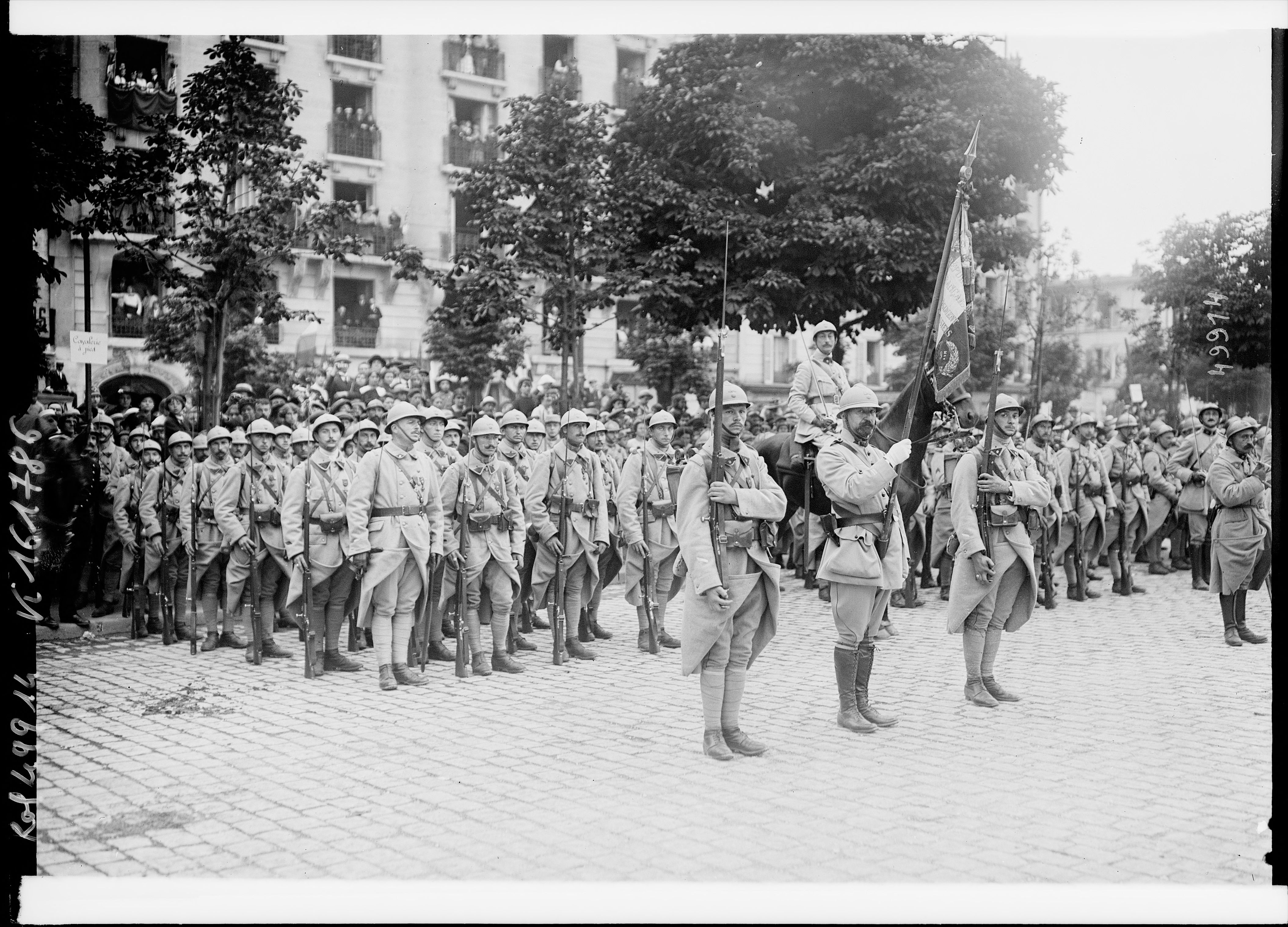
L'étendard du 9e régiment de cuirassiers le 14 7 1917 à Paris

En 1804, il est accordé à chaque escadron une aigle et un étendard de « type Challiot ».
Règlement de 1812
En 1812, il est accordé au régiment un étendard avec les noms des batailles suivantes
L'étendard fut perdu, le 5 décembre 1812, à Vilna.
Étendard actuel
Il porte, cousues en lettres d'or dans ses plis, les inscriptions suivantes :
- Hohenlinden 1800 1800
- Austerlitz 1805 1805
- Moskova 1812 1812
- Fleurus 1815 1815
- L'Aisne 1917
- Le Matz 1918
- Argonne 1918

## Décorations
Sa cravate est décorée de la croix de guerre 1914-1918 avec deux palmes.
Il a le droit au port de la fourragère aux couleurs du ruban de la croix de guerre 1914-1918.

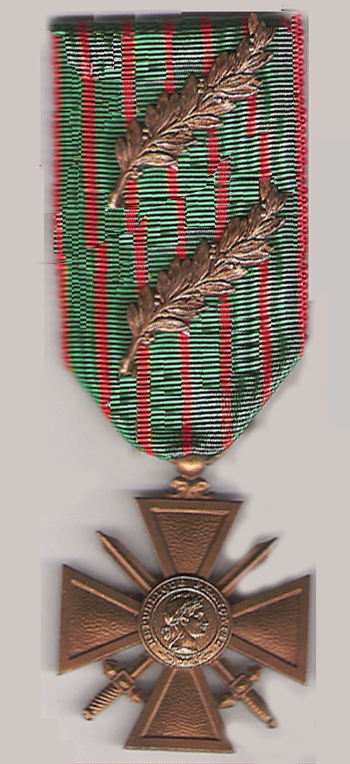
Croix de guerre 1914-1918 (France)
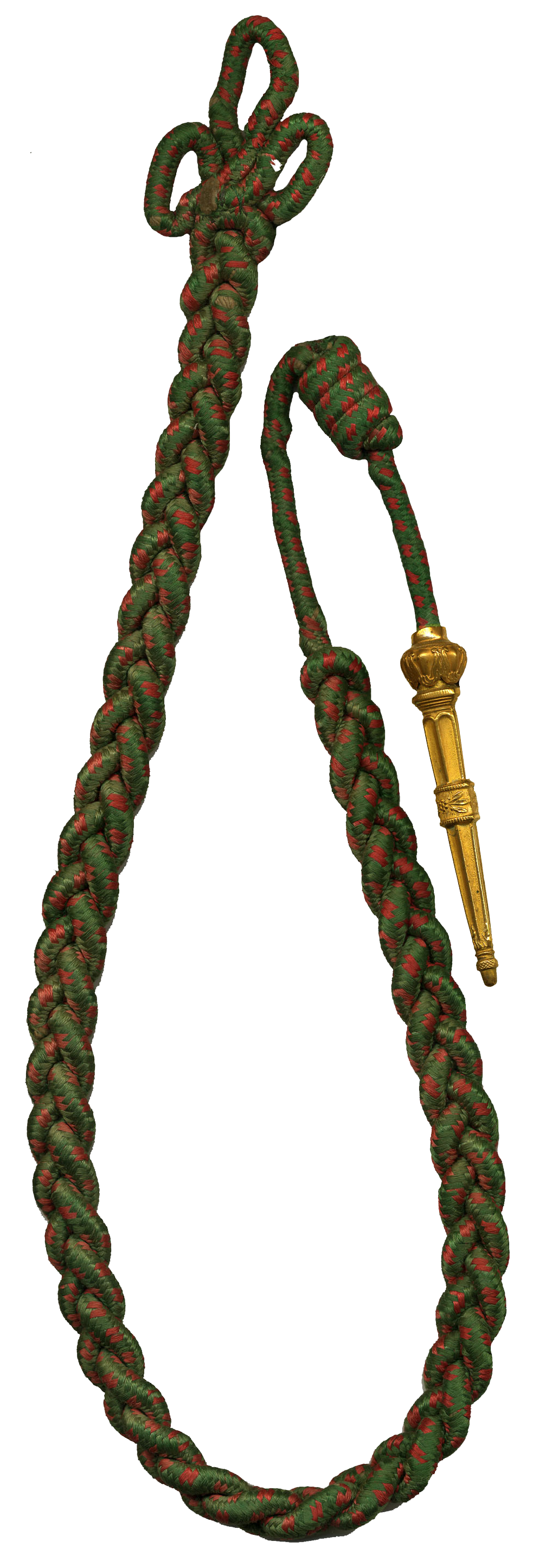
Fourragère aux couleurs de la Croix de guerre 1914-1918

## Devise et uniformes

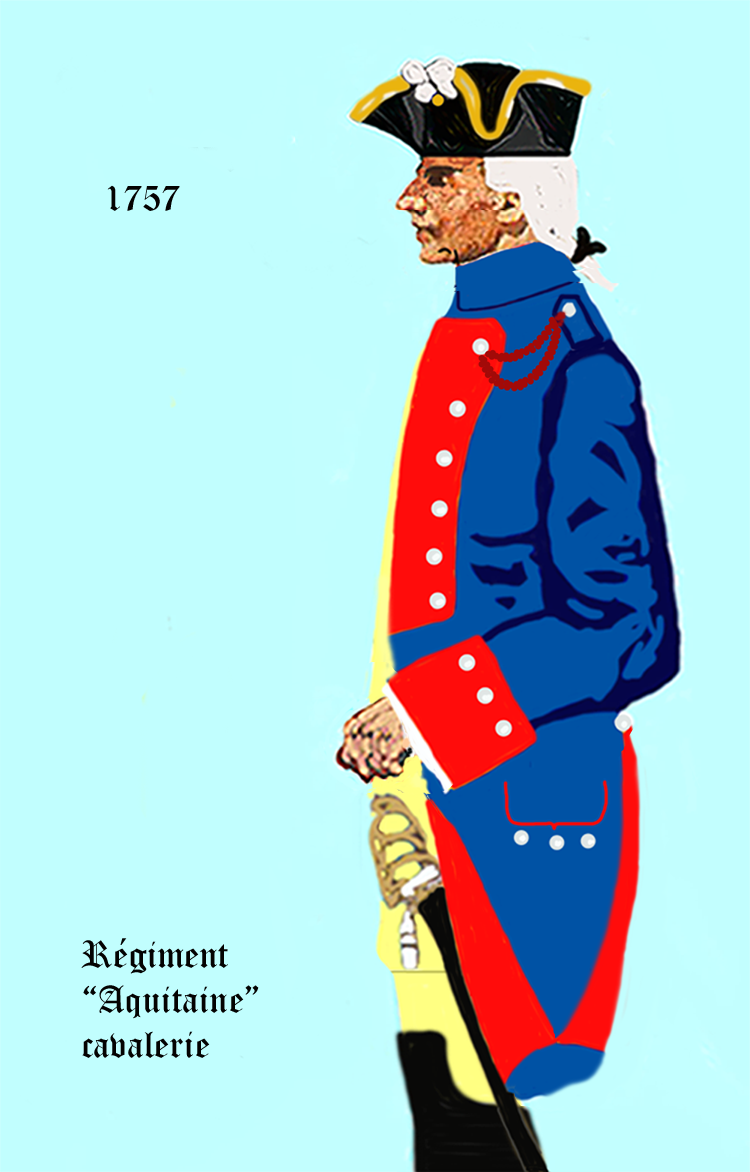
l' uniforme du régiment « Aquitaine cavalerie » 1757
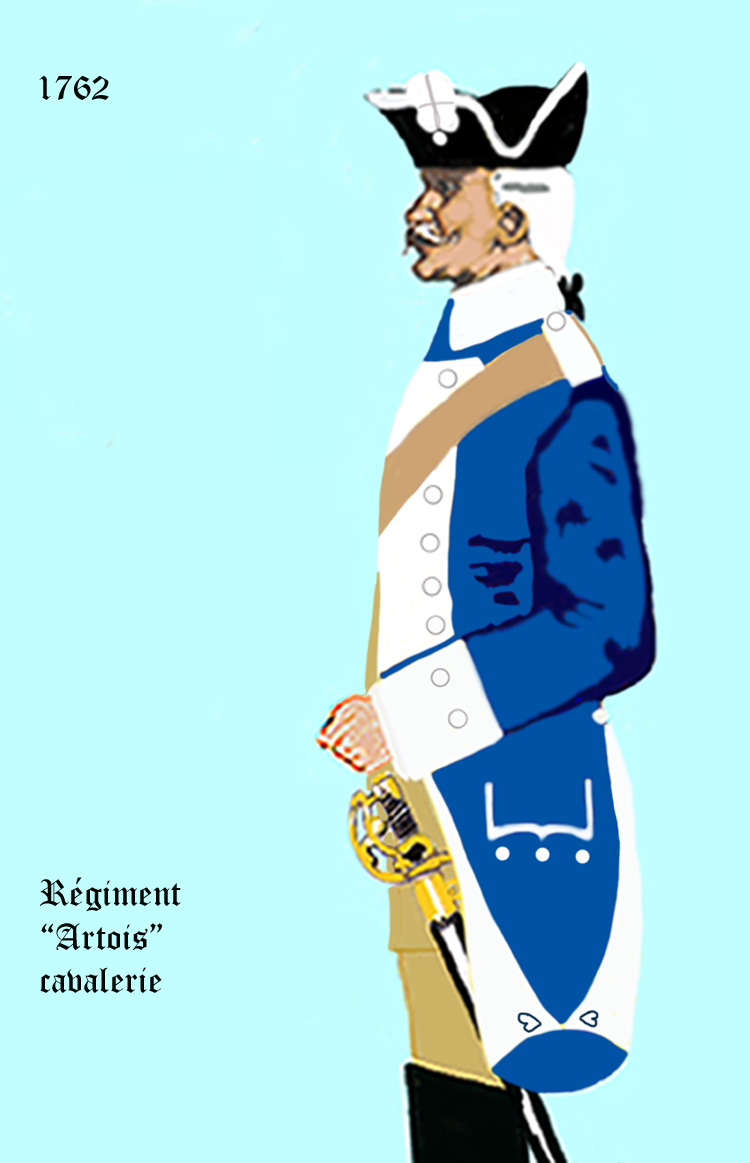
l' uniforme du régiment de 1762 à 1767
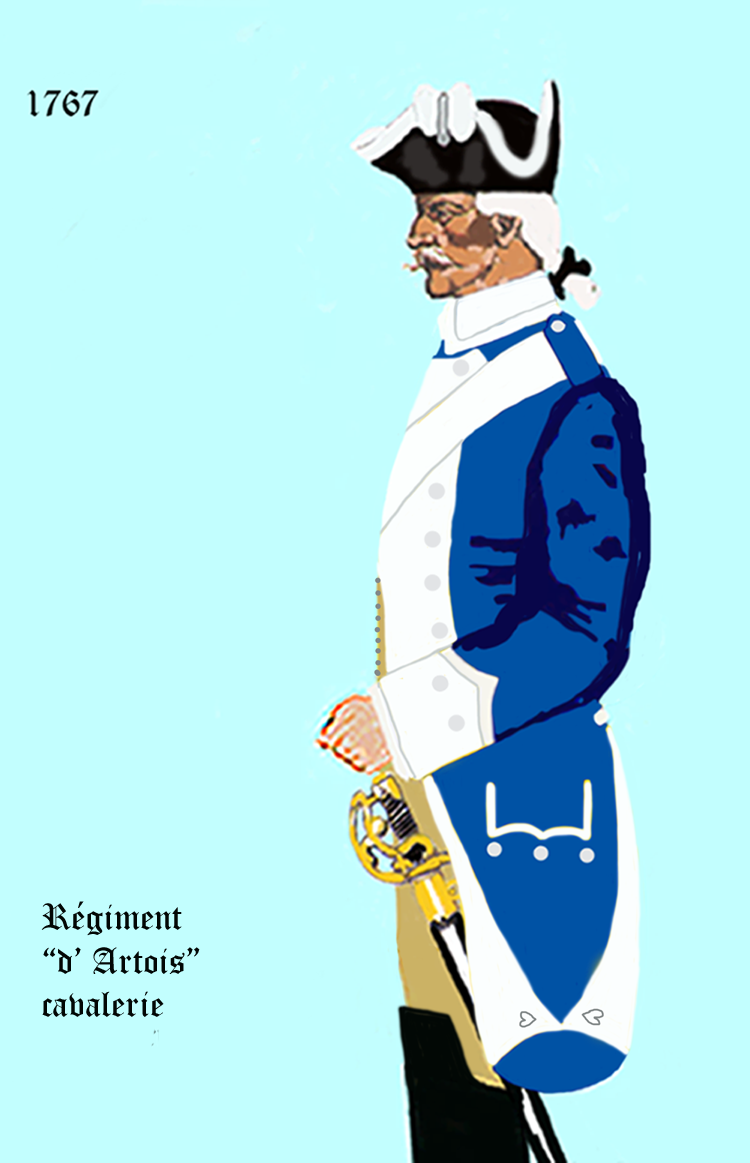
l' uniforme du régiment de 1767 à 1776
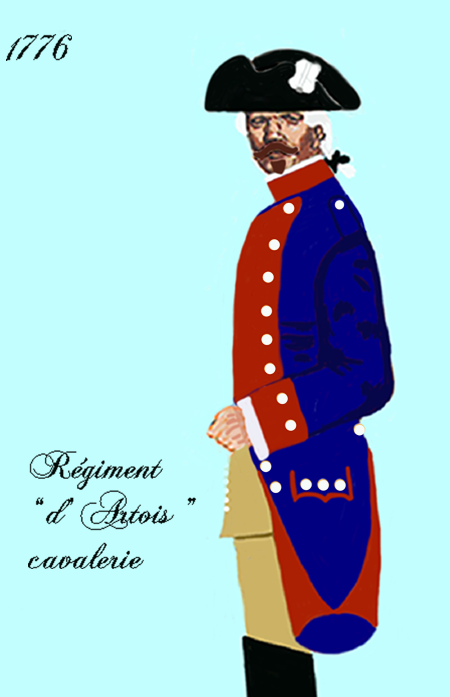
l' uniforme du régiment de 1776 à 1786
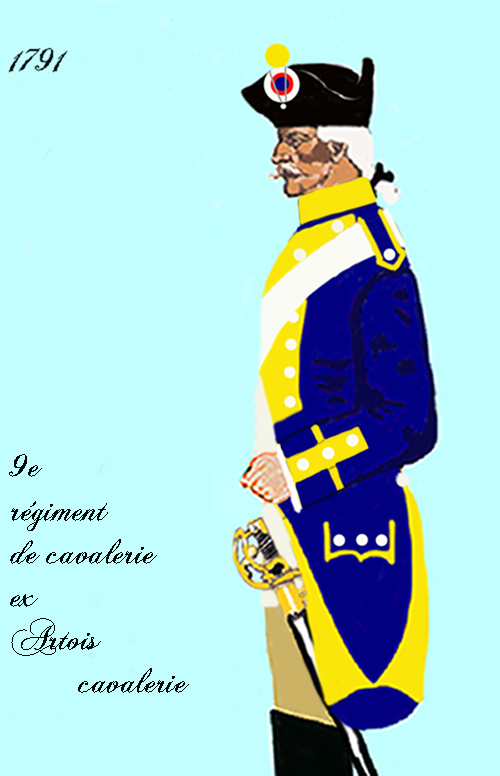
l' uniforme du régiment de 1791

## Hommages, honneurs, mentions
- Une plaque commémorative des régiments ayant tenu garnison au Quartier Ordener de Senlis.

## Personnalités ayant servi au sein du régiment
- Jean Bouffet (1882-1940), général français ;
- Louis Charles Caffarel (1829-1907), général français ;
- Étienne Marie Antoine Champion de Nansouty (1768-1815), général, colonel du régiment ;
- Jacques Léonard Clément-Thomas (1809-1871), général français, assassiné par les communards ;
- Jean-Pierre Doumerc (1767-1847), général, colonel du régiment ;
- Bernard Fuchs (1916-2005), général français, Compagnons de la Libération ;
- Casimir-Louis-Victurnien de Rochechouart de Mortemart (1787-1875), homme politique et général français ;
- Jean Touzet du Vigier (1888-1980), général français ;
- Pierre-Alphonse Le Bellec (1897-1959), agriculteur, exportateur.

### Sources et bibliographie
- Musée des Blindés ou Association des Amis du Musée des Blindés 1043, route de Fontevraud, 49400 Saumur.
- Récits et faits de guerre du 9e régiment de cuirassiers : 1914-1918, Poitiers, Société française d'imprimerie, 1919, 66 p., lire en ligne sur Gallica.